# Brodiaea appendiculata
Brodiaea appendiculata là một loài thực vật có hoa trong họ Măng tây. Loài này được Hoover mô tả khoa học đầu tiên năm 1937.

## Hình ảnh

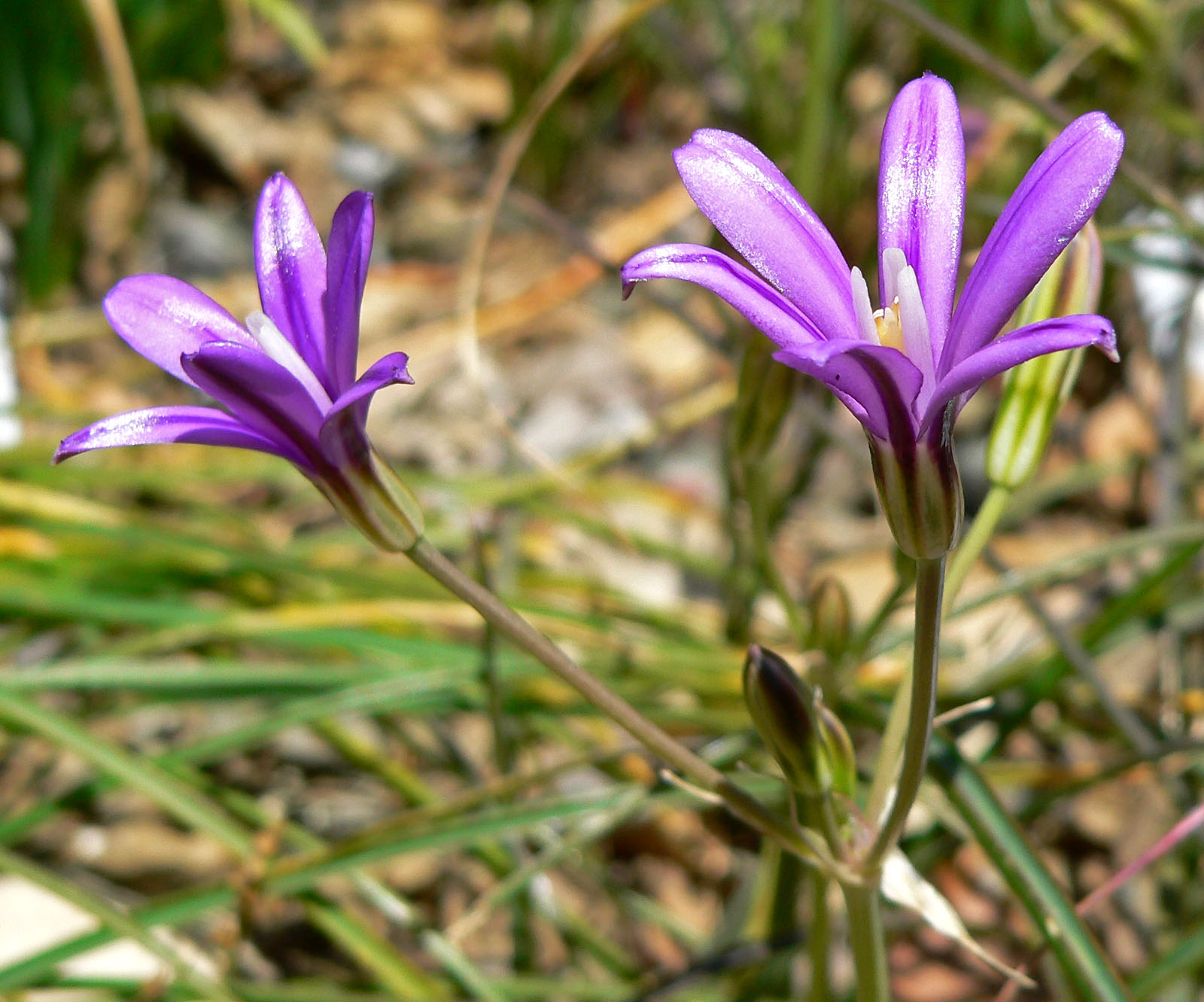
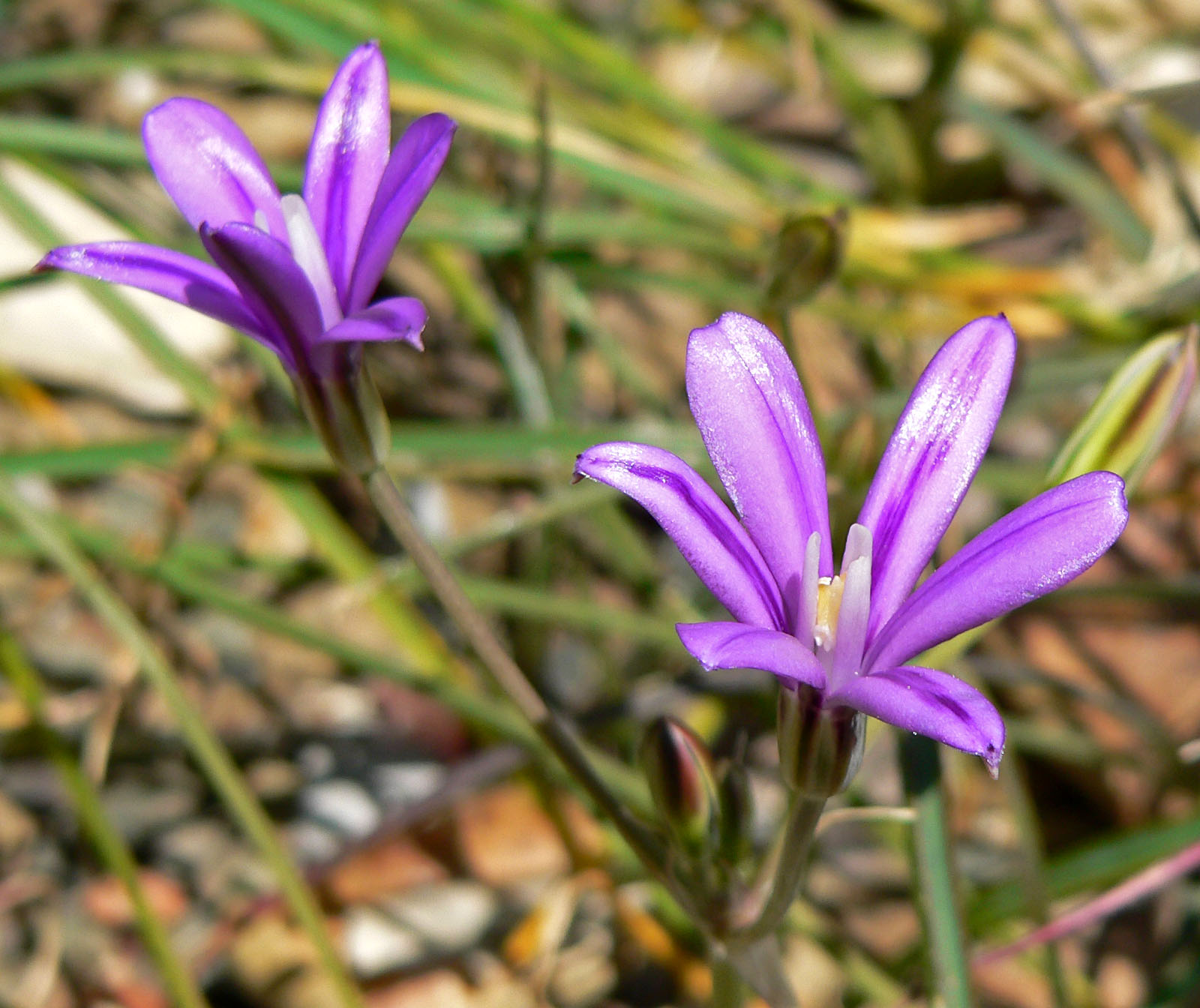
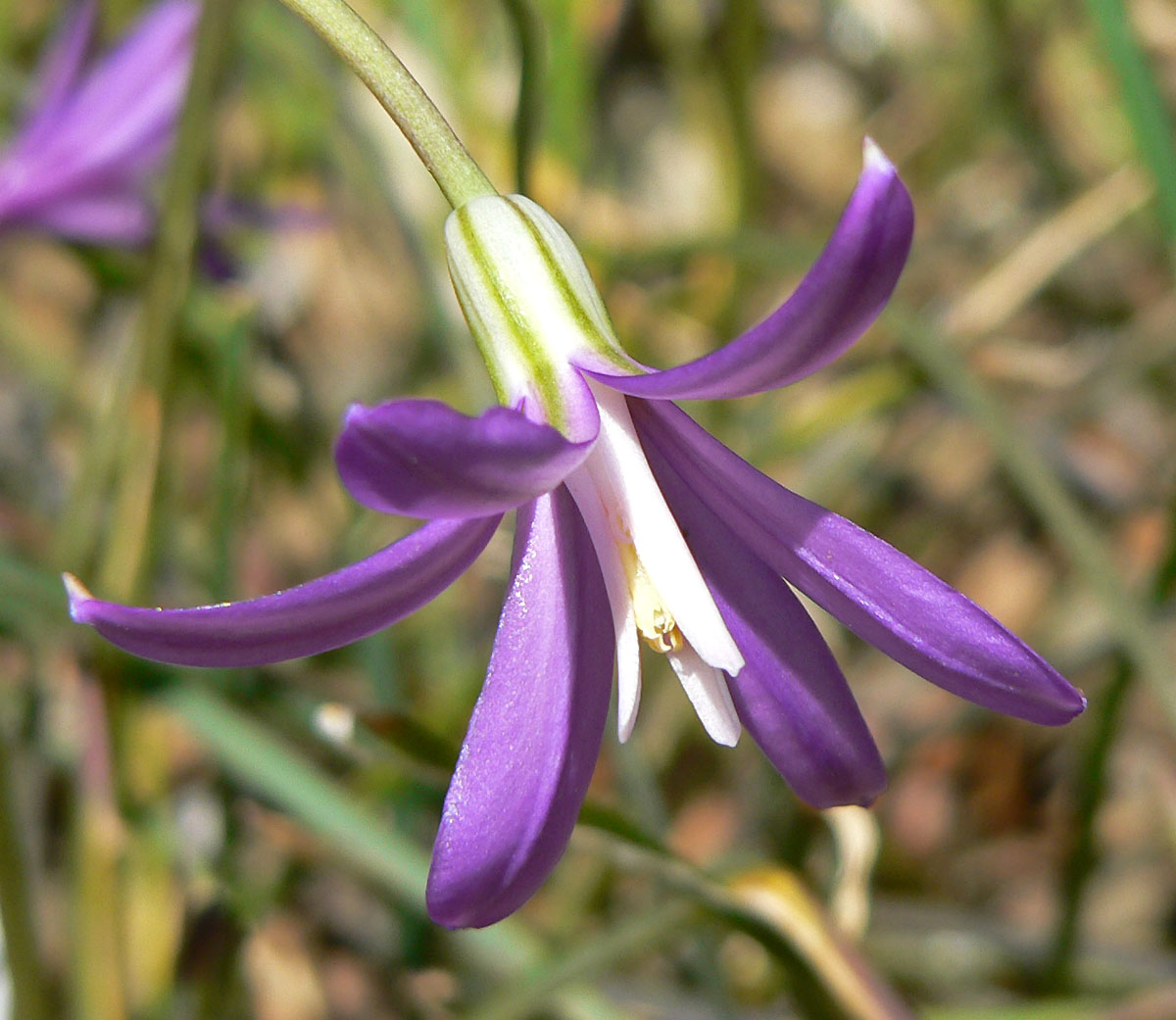